# Hyphoderma sabinicum
Hyphoderma sabinicum är en svampart som beskrevs av Manjón & G. Moreno 1983. Hyphoderma sabinicum ingår i släktet Hyphoderma och familjen Meruliaceae.   Inga underarter finns listade i Catalogue of Life.